# بهتره با سال تماس بگیری (فصل ۱)
فصل اول مجموعه تلویزیونی درام آمریکایی بهتره با سال تماس بگیری اولین بار در ۸ فوریه ۲۰۱۵ پخش شد و در ۶ آوریل ۲۰۱۵ به پایان رسید. این فصل ۱۰ قسمتی دوشنبه شب‌ها در ایالات متحده از شبکه ای‌ام‌سی پخش شد، به استثنای قسمت سربرنامه که در یک یکشنبه پخش شد. اسپین آف بریکینگ بد، بهتره با ساول تماس بگیری توسط وینس گیلیگان و پیتر گولد ساخته شد که هر دو در بریکینگ بد نیز کار کردند.

## بازیگران

#### شخصیت‌های اصلی
- باب ادنکیرک در نقش: جیمی مک‌گیل
- جاناتان بنکس در نقش: مایک ارمنتراوت
- ری سیهورن در نقش: کیم وکسلر
- پاتریک فابیان در نقش: هاوارد هملین
- مایکل ماندو در نقش: ناچو وارگا
- مایکل مک‌کین در نقش: چاک مک‌گیل

## قسمت‌ها
| شم. کلی | شم. در فصل | عنوان               | کارگردان       | نویسنده                  | تاریخ انتشار اصلی | آمریکا تعداد بیننده (میلیون) |
| ------- | ---------- | ------------------- | -------------- | ------------------------ | ----------------- | ---------------------------- |
| ۱       | ۱          | «یک»                | وینس گیلیگان   | وینس گیلیگان و پیتر گولد | ۸ فوریه ۲۰۱۵      | ۶٫۸۸                         |
| ۲       | ۲          | «میهو»              | میشل مک‌لارن    | پیتر گولد                | ۹ فوریه ۲۰۱۵      | ۳٫۴۲                         |
| ۳       | ۳          | «ناچو»              | تری مک‌دانا     | توماس اشنوز              | ۱۶ فوریه ۲۰۱۵     | ۳٫۲۳                         |
| ۴       | ۴          | «قهرمان»            | کالین باکسی    | جنیفر هاتچیسون           | ۲۳ فوریه ۲۰۱۵     | ۲٫۸۷                         |
| ۵       | ۵          | «پسر چوپان آلپاینی» | نیکول کاسل     | Bradley Paul             | ۲ مارس ۲۰۱۵       | ۲٫۷۱                         |
| ۶       | ۶          | «فایو-او»           | Adam Bernstein | Gordon Smith             | ۹ مارس ۲۰۱۵       | ۲٫۵۷                         |
| ۷       | ۷          | «بینگو»             | لاریسا کندراکی | Gennifer Hutchison       | ۱۶ مارس ۲۰۱۵      | ۲٫۶۷                         |
| ۸       | ۸          | «ریکو»              | کالین باکسی    | Gordon Smith             | ۲۳ مارس ۲۰۱۵      | ۲٫۸۷                         |
| ۹       | ۹          | «پیمنتو»            | توماس اشنوز    | توماس اشنوز              | ۳۰ مارس ۲۰۱۵      | ۲٫۳۸                         |
| ۱۰      | ۱۰         | «مارکو»             | پیتر گولد      | پیتر گولد                | ۶ آوریل ۲۰۱۵      | ۲٫۵۳                         |